# ويس غريفين
ويس غريفين (بالإنجليزية: Wes Griffin)‏ هو لاعب كرة قاعدة أمريكي، ولد في 30 يونيو 1894، وتوفي في 26 يوليو 1956.